# 돌아온 링고
《돌아온 링고》(이탈리아어: Il ritorno di Ringo)는 1965년에 제작된 이탈리아 영화 총잡이 링고의 속편이다.
미국 남북전쟁의 여파를 배경으로, 몽고메리 브라운 대위(별명 링고)는 고향으로 돌아와 배신자 집단이 고향을 점령하고 그의 가족이 살해되는 것을 발견한다. 높은 사회적 지위로 인해 인정받을 위기에 처한 링고는 마을의 새로운 질서를 관찰하고 그것을 운영하는 사람들에 맞서기 위해 떠돌이 농민으로 변장한다. 악행자들에게 정의를 강요하고 장기적으로는 복수를 하게 된다.

## 줄거리
남북전쟁 이후, 링고라는 별명으로 불리는 몬고메리 브라운 대위는 고향으로 돌아오지만, 마을은 배신자 무리에게 점령당해 있고 그의 가족은 살해당한 비극적인 상황에 직면한다. 과거 사회적 지위가 높았던 링고는 정체를 숨기기 위해 떠돌이 농부로 변장하고 마을에 잠입하여 새로운 질서를 관찰한다. 그는 치밀한 계획을 세워 악당들에게 복수하고 궁극적으로 정의를 실현하고자 한다. 링고는 위험을 무릅쓰고 복수를 위한 기회를 엿보며, 마을을 장악한 자들에게 되갚아줄 날을 기다린다. 영화는 링고가 자신의 신분을 감추고 적들의 틈에 숨어들어가 복수를 이뤄내는 과정을 그리고 있다.

## 출연
- 줄리아노 젬마 - 링고
- 로렐라 데 루카 - 할리
- 조지 마틴 - 파코
- 페르난도 산초 - 에스테반
- 니브즈 나바로 - 루시타

## 한국판 성우진 (MBC, 1989년 3월 4일)
- 박일 - 링고(줄리아노 젬마)
- 황일청 - 꽃집 주인(마누엘 무니스)
- 김기현 - 에스테반(페르난도 산초)
- 이명숙 - 루시타(니브즈 나바로)
- 김용식 - 파코(조지 마틴)
- 박태호 - 신부(리카도 발로르)
- 김혜경 - 할리(로렐라 데 루카)
- 이선호 - 링고의 딸(모니카 수그라네스)
- 한상혁 - 보안관(안토니오 카사스)
- 이종오 - 제레마이어(빅터 바요)